# الرملة (الرقة)
الرملة قرية سورية تتبع ناحية الجرنية في منطقة الثورة في محافظة الرقة. بلغ عدد سكانها 1395 نسمة في عام 2004 حسب إحصاء المكتب المركزي للإحصاء.